# Mas de Becedes
El Mas de Becedes és una masia de Reus (Baix Camp) situada a la partida de Bellissens entre la carretera de Bellissens i la riera del Molinet, a poca distància tant del mas de Sunyer com del mas de l'Alonso i del mas de Gilet. Sovint trobem escrit el nom com a Basedes, Bassedes, Basedas i Bassedas.

## Descripció
El mas és una construcció gran, de planta rectangular i volum esglaonat, amb dues plantes d'alçada pels cossos laterals, tres plantes pel cos central i una planta més que culmina l'edifici a manera d'una mena de torre amb una sortida tancada per balustres. La coberta, amb teulada cap als laterals, dona al conjunt un aspecte singular i atípic de les construccions del nostre territori. La mateixa composició del volum, ordena la composició de la façana principal, amb un eix de simetria central, molt definidor.
L'estat actual del mas, és bo. Hi ha una placeta amb palmeres. S'han fet altres construccions noves.